# Tahir Ier
Tâhir ibn Al-Husayn ou Tâhir Ier (?-822) (طاهر بن الحسين) est un général perse au service du calife abbasside Al-Ma’mûn. Il est aussi appelé "Abû at-Tayyib" par l'historien Ibn Khaldoun (Muqaddima, III. L). 
Nommé gouverneur du Khorasan, il prend son indépendance au point de créer une nouvelle dynastie locale en Perse : les Tâhirides.
Tâhir Ibn Al-Husayn est le bras armé du calife Al-Ma’mûn pendant sa prise du pouvoir contre son frère Al-Amîn. Les armées de Al-Amîn venues d'Irak et de Syrie et celles d'Al-Ma'mûn venue du Khorasan et conduites par Tâhir, s'affrontent une première fois près de Ray. La bataille commence par un combat singulier entre les deux généraux, mais l'armée du Khorasan fait une charge qui met en déroute l'armée de Bagdad. Al-Ma'mûn est alors acclamé comme calife dans le Khorasan et le Tabaristan. Al-Amîn se replie sur Bagdad où il doit faire face à des mutineries dans l'armée.
En 813, une nouvelle série de défaites (à Bassora et aux portes de Bagdad) des armées de Bagdad, de nouvelles mutineries dans la troupe et une révolte de la population de Bagdad obligent Al-Amîn à se replier dans le palais. Le 1er septembre 813, le palais est pris d'assaut par les troupes d'Al-Ma'mûn. Tâhir, outrepassant les ordres du calife qui lui avait demandé de faire prisonnier Al-Amîn, le fait décapiter. Tâhir met la tête d'Al-Amîn dans un bassin et dit à ses visiteurs : « voilà Al-Makhlû` » (المخلوع, le déchu). La tête d'Al-Amîn, le sceptre et le manteau du prophète ainsi que l'anneau du califat sont envoyés à Al-Ma’mûn. Deux des fils de Al-Ma'mûn et leur mère qui étaient détenus par Al-Amîn partent rejoindre leur père. Les fils de Al-Amîn sont faits captifs et envoyés à Al-Ma’mûn.
Tâhir participe aussi à la reconquête de l'Irak après la période de dissidence conduite par Ibrâhîm (إبراهيم بن محمد المهدي), fils du calife Al-Mahdî. Les généraux de Bagdad apprenant l'arrivée d'Al-Ma'mûn, trahissent Ibrâhîm et se rallient à lui. Ibrâhîm s'enfuit. La ville de Bagdad reçoit Al-Ma'mûn et Tâhir le 12 août 819 portant à nouveau le costume noir des abbassides.
En 819, en remerciement de ses services, Al-Ma'mûn nomme Tâhir gouverneur du Khorasan. Cependant Al-Ma'mûn se méfie de Tâhir surtout après avoir appris de Zubayda le récit de l'assassinat d'Al-Amîn par Tahîr. En 821, Tâhir se déclare indépendant du califat abasside  et fonde l'émirat tahiride. Néanmoins, Tâhir se place nominalement sous la protection du califat (mention lors de la prière du vendredi, présence du nom du calife sur les pièces frappées par l'émirat). Al-Ma’mûn avait introduit un esclave avec pour mission d’empoisonner Tâhir s’il venait à déclarer son indépendance. Le soir-même, l’esclave accomplit sa mission et Tâhir est assassiné.
Ma'mûn laisse Talha, le fils de Tâhir lui succéder. Les Tâhirides, successeurs de Tâhir, peuvent être considérés comme les premiers instaurateurs d'un État indépendant en Iran après la conquête arabe en 642.

## Sources
- (en) Cet article est partiellement ou en totalité issu de l’article de Wikipédia en anglais intitulé « Tahir ibn Husayn » (voir la liste des auteurs).